# Bomilcar el númida
Bomilcar fou un númida, home de confiança del rei Jugurta, que el va utilitzar com a cap dels serveis secrets.
Un dels seus principals actes va ser, quan Jugurta era a Roma l'any 108 aC, l'assassinat de Massiva, el net de Masinissa I, que també era a Roma al mateix temps i reclamava el tron de Numídia. Bomilcar va ser descobert com a autor de l'assassinat i portat a judici, però abans que s'iniciés Jugurta va aconseguir que pogués escapar cap a l'Àfrica d'amagat, segons diu Sal·lusti.
L'any següent (107 aC) va dirigir una part de l'exèrcit de Jugurta que va ser derrotat en la batalla de Muthul per Publi Rutili Rufus, lloctinent de Quint Cecili Metel Numídic. A l'hivern d'aquell mateix any (107 a 106 aC) Quint Cecili Metel va atacar Zama Regia sense èxit i llavors va decidir intentar subornar a Bomilcar, al que va prometre l'amistat i l'agraïment de Roma si li entregava a Jugurta viu o mort. Sembla que Jugurta se'n va assabentar i va enviar ambaixadors per sotmetre's incondicionalment a Metel, i des de llavors el rei va sospitar de Bomilcar.
Bomilcar va decidir accelerar els plans de traïció concertats amb els romans i es va posar d'acord amb el noble númida Nabdalsa, per capturar a Jugurta, però un secretari de Nabdalsa va revelar el complot al rei que va fer agafar a Bomilcar i el va executar.